# جون كوب
جون كوب (بالإنجليزية: John Cobb)‏ هو فلاح وسياسي أسترالي، ولد في 11 فبراير 1950 في باثرست في أستراليا. حزبياً، نشط في الحزب الوطني الأسترالي. وقد انتخب عضو مجلس النواب الأسترالي عن دائرة Division of Calare ‏ (24 نوفمبر 2007 – 9 مايو 2016) وانتخب عضو مجلس النواب الأسترالي عن دائرة باركس ‏ (10 نوفمبر 2001 – 24 نوفمبر 2007).